# Museo y cárcel de Wiscasset
La Cárcel y Museo de Wiscasset es una cárcel histórica en 133 Federal Street (ruta estatal de Maine 218) en Wiscasset, Maine. Construido en 1811, es uno de los edificios carcelarios más antiguos de Maine y sirvió como la primera penitenciaría del estado entre 1820 y 1824. Ahora es un museo operado por la Sociedad Histórica del Condado de Lincoln como Museo del Condado de Lincoln de 1811 y Antigua Cárcel. Está incluido en el Registro Nacional de Lugares Históricos desde 1970.

## Descripción e historia
La antigua cárcel de Wiscasset está ubicada al norte del centro del pueblo de Wiscasset, en el lado este de Federal Street, con vista al río Sheepscot. El edificio tiene dos secciones diferenciadas, una para la cárcel y otra para la residencia del guardián. La parte que alberga las celdas está construida en granito y tiene tres pisos de altura. El interior consta de un pasillo central en cada planta que da acceso a las celdas que jalonan las paredes, también de granito. Once de las doce celdas tienen ventanas fuertemente enrejadas; la duodécima, que se utilizaba para aislamiento, no tiene ventana. El tercer piso albergaba "apartamentos" utilizados como celdas de prisioneros con deudas monetarias y una sala de trabajo. Los cuartos del guardián, unidos a uno de los muros cortos a dos aguas, son una estructura de ladrillo de dos pisos, con una fachada de cinco tramos y una entrada central típica de la arquitectura del período federal.

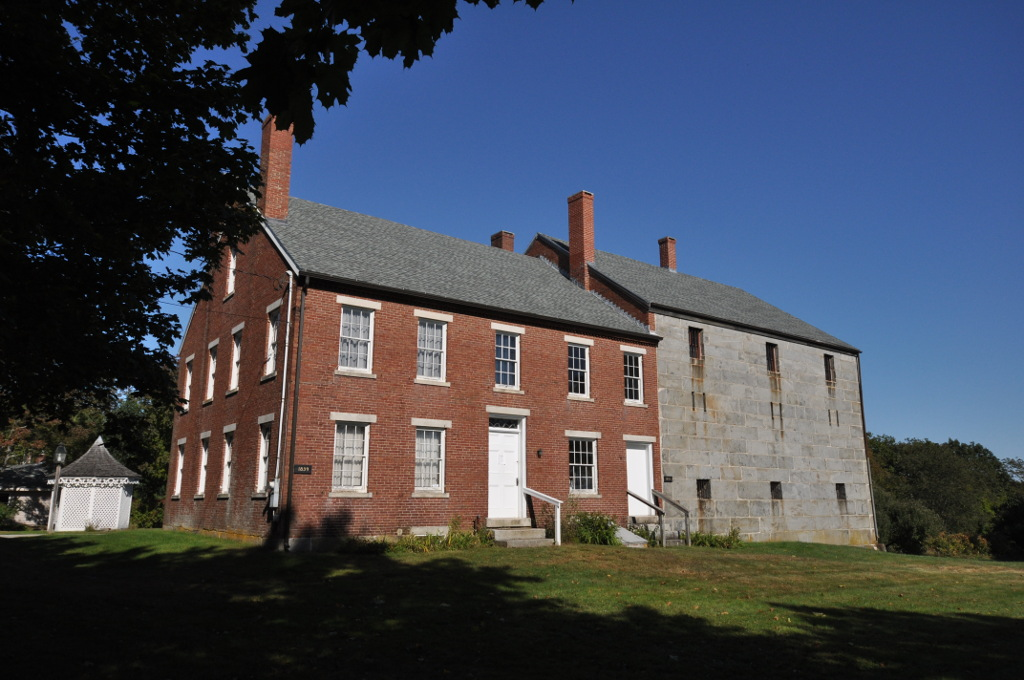
La vieja cárcel en 2014

El condado de Lincoln se estableció en 1760 y tenía dos cárceles diferentes para el arresto de prisioneros a corto plazo. El edificio actual fue autorizado por el condado en 1807 y la construcción duró desde 1809 hasta 1811. La casa del cuidador original quedó destruida por un incendio y el actual edificio de ladrillo se construyó en 1837. Hasta 1824 fue la única cárcel en lo que fue primero el Distrito de Maine de Massachusetts, y después de 1820 el estado de Maine. Permaneció en uso hasta 1953 y se vendió a la Sociedad Histórica del Condado de Lincoln al año siguiente. Ha servido como sede de la sociedad y como sede del museo desde entonces.